# Fabronia rehmannii
Fabronia rehmannii är en bladmossart som beskrevs av C. Müller 1899. Fabronia rehmannii ingår i släktet Fabronia och familjen Fabroniaceae. Inga underarter finns listade i Catalogue of Life.